# Cyclohexanthiol
Cyclohexanthiol ist eine chemische Verbindung aus der Gruppe der Thiole.

## Vorkommen
Cyclohexanthiol kommt als Zersetzungsprodukt von Cyclohexylthiophthalimid (eingesetzt als Polymerisationshemmer in der Gummiproduktion) vor.

## Gewinnung und Darstellung
Cyclohexanthiol kann durch Reaktion von Cyclohexen (zum Beispiel durch Markownikow-Addition) oder Cyclohexanol oder einem Cyclohexylhalogenid mit Schwefelwasserstoff gewonnen werden.
Die Verbindung kann auch durch Verseifung von Cyclohexyldithiochlorkohlensäureester mit alkoholischer Kalilauge dargestellt werden.
Ebenfalls möglich ist die Synthese durch Pyrolyse von 1,2-Epithiocyclohexan bei 210 °C, durch Hydrolyse von Cyclohexylthiolacetat und noch weitere Verfahren.

## Eigenschaften
Cyclohexanthiol ist eine farblose Flüssigkeit mit unangenehmem Geruch, die praktisch unlöslich in Wasser ist. Von den 24 möglichen Konformationen der Verbindung ist die äquatoriale Sesselformation die stabilste.

## Verwendung
Cyclohexanthiol wird als Zwischenprodukt zur Herstellung anderer chemischer Verbindungen (wie zum Beispiel Cyclohexylthiophthalimid) verwendet.

## Sicherheitshinweise
Die Dämpfe von Cyclohexanthiol können mit Luft ein explosionsfähiges Gemisch (Flammpunkt 39 °C, Zündtemperatur 253 °C) bilden.